# Conan Meriadec
Conan Meriadec (Cynan Meiriadog en gal) fou un rei llegendari de Bretanya.
Hauria nascut a la Gran Bretanya al final del segle IV i va passar a les Gàl·lies vers 384, amb el tirà Magne Màxim, al qual servia, i pel qual hauria estat designat com duc d'Armòrica (dux bellorum, cap de guerra) i durant 26 anys hauria governat l'Armòrica (corresponent a la moderna Bretanya) sota dependència de l'Imperi Romà.
El 409, els armoricans es van revoltar i van donar l'autoritat sobirana a Conan, autoritat que va conservar fins a la seva mort el 421, deixant el poder a la seva descedència que foren després prínceps i reis i finalment ducs de Bretanya. Segons la llegenda residia a Nantes. Una altra versió presentada al Breuddwyd Macsen Wledig, un dels contes del Mabinogion, diu que hauria estat encarregat per Magne Màxim del govern de Bretanya.
Alain Bouchart pensa que hauria mort el 392 i, per tant, no podia haver estat proclamat rei el 409. Per Arthur de La Borderie, Conan Meriadec només seria una faula. Joël Cornette precisa : «No hi ha cap prova històrica convincent de l'existència de Conan, i d'altra banda se sap que Magne Màxim va desembarcar de fet a la desembocadura del Rin».
La llegenda de Conan ha perdurat i va servir a les ambicions polítiques dels darrers ducs al moment que aquestos volien legitimar el seu poder i emancipar-se del rei de França.
En la tradició Conan Meriadec fou el pare de Gradlon (Gradlon Meu o el Gran) que el va succeir.